# Smáratorg 3

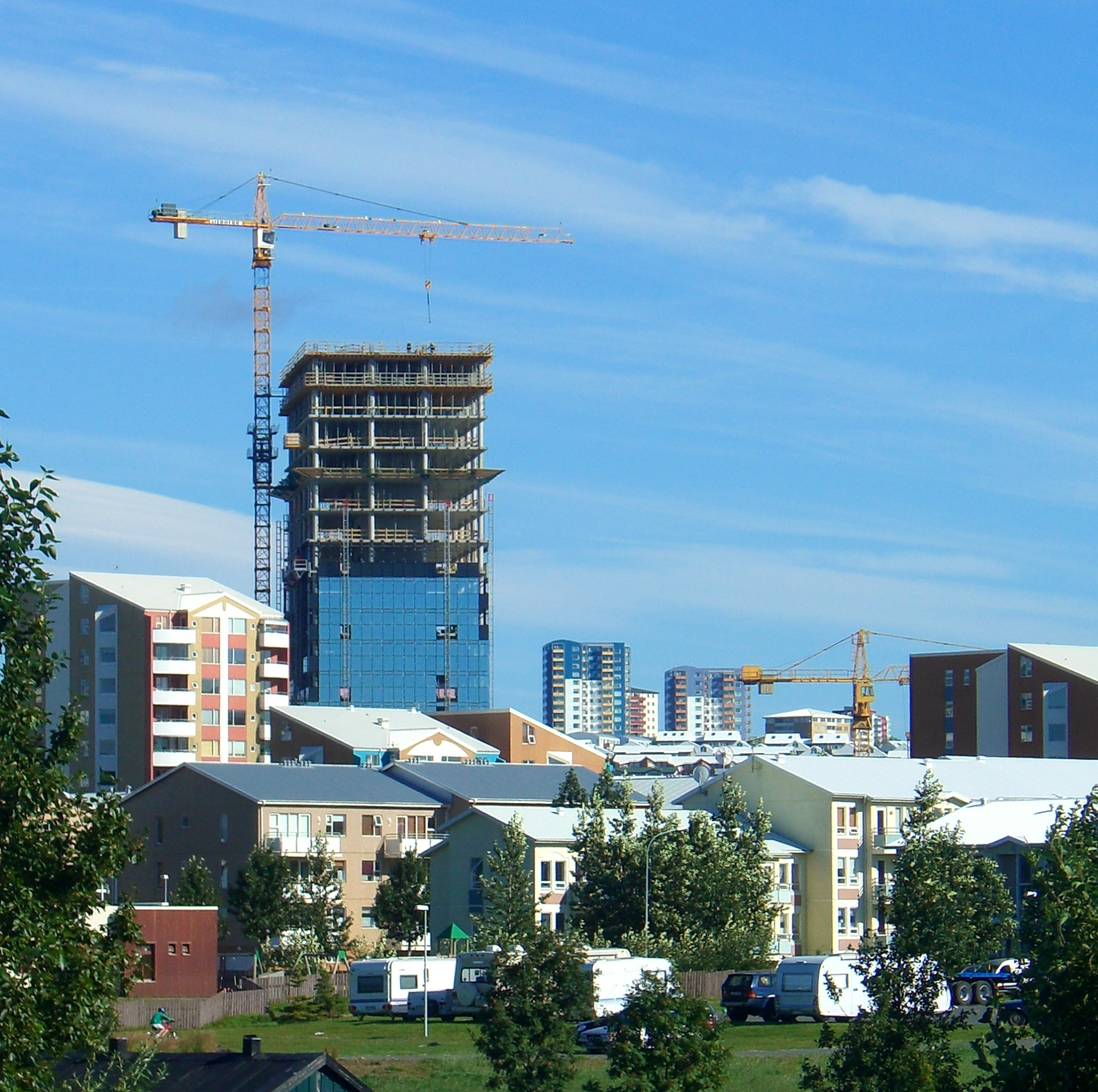
La torre en construcción en agosto de 2007.

La Torre Smáratorg (conocida en islandés como: Smáratorg 3) es un edificio de oficinas y venta al por menor en Islandia. Es el edificio más alto del país, superando al Hallgrímskirkja en altura, y es la quinta estructura arquitectónica más alta del país después del transmisor de onda larga Eiðar, el mástil de radio de onda larga Hellissandur, entre otras. El edificio está situado en Smárahverfi, Kópavogur, donde también se encuentra el centro comercial Smáralind. El edificio cuenta con 20 plantas y tiene 77,6 metros de alto. El constructor principal para el edificio fue Jáverk. La torre fue diseñada por los arquitectos Arkis. La firma global de contabilidad y consultoría Deloitte se encuentra en la torre. El edificio fue inaugurado el 11 de febrero de 2008.